# Hackearam-Me
"Hackearam-Me" é uma canção do cantor e compositor brasileiro Tierry em parceria com a cantora e compositora Marília Mendonça. Foi lançada em novembro de 2020 como single pela Workshow.

## Gravação
A canção foi gravada em 11 de agosto de 2020, em Goiânia.
Em 2021, Tierry contou em entrevista uma situação que envolveu a gravação da faixa:

A gente estava indo para o estúdio, para o ensaio dela, aí paramos o carro um do lado do outro, no meio da rua, em uma sinaleira. Abrimos os vidros e aumentamos o som, ouvindo 'Hackearam-me' bem alto, no meio do trânsito, e todo mundo olhando.

## Lançamento e recepção
"Hackearam-Me" foi lançada em 12 de novembro de 2020 como um dos singles da nova edição do álbum Acertou na Mosca, com música e videoclipes disponibilizados na mesma data. A música foi um sucesso comercial imediato, dando sequência a outra música de Tierry em alta na mesma época, "Rita". O vídeo de "Hackearam-Me" recebeu 10 milhões de visualizações em 7 dias e chegou a 100 milhões em abril de 2021.
Em 2023, foi lançada uma versão solo de Marília Mendonça da canção "Hackearam-Me" para o álbum póstumo Decretos Reais.